# Marcelo Demoliner
Marcelo Fedrizzi Demoliner (ur. 18 stycznia 1989 w Caxias do Sul) – brazylijski tenisista, reprezentant kraju w Pucharze Davisa, olimpijczyk z Tokio (2020).

## Kariera tenisowa
W rozgrywkach ATP Tour wygrał pięć tytułów w grze podwójnej z szesnastu rozegranych finałów.
20 maja 2016 ogłoszono, że podczas badania przeprowadzonego na Australian Open 2016 w jego organizmie wykryto hydrochlorotiazyd. Postanowiono o jego zawieszeniu w okresie od 1 lutego do 30 kwietnia 2016 roku.
Od lutego 2018 roku reprezentant Brazylii w Pucharze Davisa.
Olimpijczyk z Tokio (2020), gdzie odpadł w pierwszej rundzie debla wspólnie z Marcelem Melem.
Najwyżej w rankingu gry pojedynczej znajdował się na 232. miejscu (21 września 2009), a w rankingu gry podwójnej na 34. pozycji (27 listopada 2017).

### Finały w turniejach ATP Tour
| Legenda                                      |
| -------------------------------------------- |
| Wielki Szlem                                 |
| Igrzyska olimpijskie                         |
| Tennis Masters Cup / ATP Finals              |
| ATP Masters Series / ATP Tour Masters 1000   |
| ATP International Series Gold / ATP Tour 500 |
| ATP International Series / ATP Tour 250      |

#### Gra podwójna (5–11)
| Końcowy wynik | Nr  | Data                 | Turniej    | Nawierzchnia  | Partner           | Przeciwnicy                          | Wynik finału         |
| ------------- | --- | -------------------- | ---------- | ------------- | ----------------- | ------------------------------------ | -------------------- |
| Finalista     | 1.  | 6 lutego 2016        | Quito      | Ceglana       | Thomaz Bellucci   | Pablo Carreño-Busta Guillermo Durán  | 5:7, 4:6             |
| Finalista     | 2.  | 17 lipca 2016        | Båstad     | Ceglana       | Marcus Daniell    | Marcel Granollers David Marrero      | 2:6, 3:6             |
| Finalista     | 3.  | 5 marca 2017         | São Paulo  | Ceglana       | Marcus Daniell    | Rogério Dutra Silva André Sá         | 6:7(5), 7:5, 7–10    |
| Finalista     | 4.  | 27 maja 2017         | Lyon       | Ceglana       | Marcus Daniell    | Andrés Molteni Adil Shamasdin        | 3:6, 6:3, 5–10       |
| Finalista     | 5.  | 1 października 2017  | Chengdu    | Twarda        | Marcus Daniell    | Jonatan Erlich Aisam-ul-Haq Qureshi  | 3:6, 6:7(3)          |
| Finalista     | 6.  | 29 października 2017 | Wiedeń     | Twarda (hala) | Sam Querrey       | Rohan Bopanna Pablo Cuevas           | 6:7(7), 7:6(4), 9–11 |
| Zwycięzca     | 1.  | 30 czerwca 2018      | Antalya    | Trawiasta     | Santiago González | Sander Arends Matwé Middelkoop       | 7:5, 6:7(6), 10–8    |
| Finalista     | 7.  | 21 października 2018 | Antwerpia  | Twarda (hala) | Santiago González | Nicolas Mahut Édouard Roger-Vasselin | 4:6, 5:7             |
| Finalista     | 8.  | 5 maja 2019          | Monachium  | Ceglana       | Divij Sharan      | Frederik Nielsen Tim Pütz            | 4:6, 2:6             |
| Finalista     | 9.  | 29 września 2019     | Zhuhai     | Twarda        | Matwé Middelkoop  | Sander Gillé Joran Vliegen           | 6:7(2), 6:7(4)       |
| Zwycięzca     | 2.  | 19 października 2019 | Moskwa     | Twarda (hala) | Matwé Middelkoop  | Simone Bolelli Andrés Molteni        | 6:1, 6:2             |
| Zwycięzca     | 3.  | 9 lutego 2020        | Córdoba    | Ceglana       | Matwé Middelkoop  | Leonardo Mayer Andrés Molteni        | 6:3, 7:6(4)          |
| Finalista     | 10. | 18 października 2020 | Petersburg | Twarda (hala) | Matwé Middelkoop  | Jürgen Melzer Édouard Roger-Vasselin | 2:6, 6:7(4)          |
| Zwycięzca     | 4.  | 13 czerwca 2021      | Stuttgart  | Trawiasta     | Santiago González | Ariel Behar Gonzalo Escobar          | 4:6, 6:3, 10–8       |
| Zwycięzca     | 5.  | 9 kwietnia 2023      | Marrakesz  | Ceglana       | Andrea Vavassori  | Alexander Erler Lucas Miedler        | 6:4, 3:6, 12–10      |
| Finalista     | 11. | 23 lipca 2023        | Swiss      | Ceglana       | Matwé Middelkoop  | Dominic Stricker Stan Wawrinka       | 6:7(8), 2:6          |